# Phytoecia coerulescens
Phytoecia coerulescens es una especie de escarabajo longicornio del género Phytoecia, subfamilia Lamiinae. Fue descrita científicamente por Scopoli en 1763.
Se distribuye por Eslovenia, Croacia, Libia, Irán, Yugoslavia, Turquía, Rusia, Córcega, Sicilia, Cerdeña, Palestina, Bosnia y Herzegovina, Serbia, Kazajistán, Macedonia, Ucrania, Eslovaquia, Moldavia, Turquestán, Túnez, China, Chequia y Bulgaria. Posee una longitud corporal de 5-15 milímetros. El período de vuelo de esta especie ocurre en los meses de marzo, abril, mayo, junio y julio.
Parte de su alimentación se compone de plantas de las familias Boraginaceae, Asteraceae y Lamiaceae.

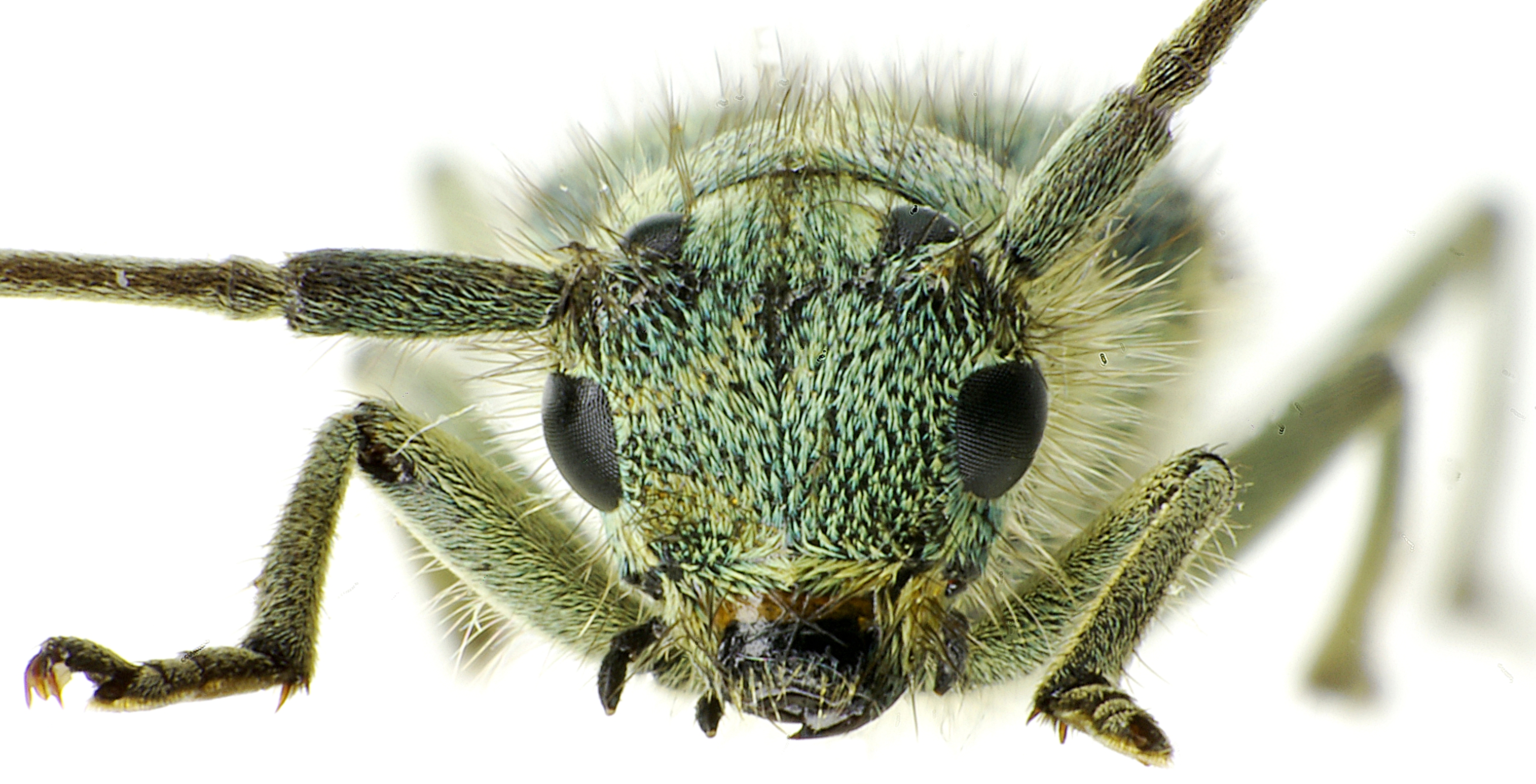
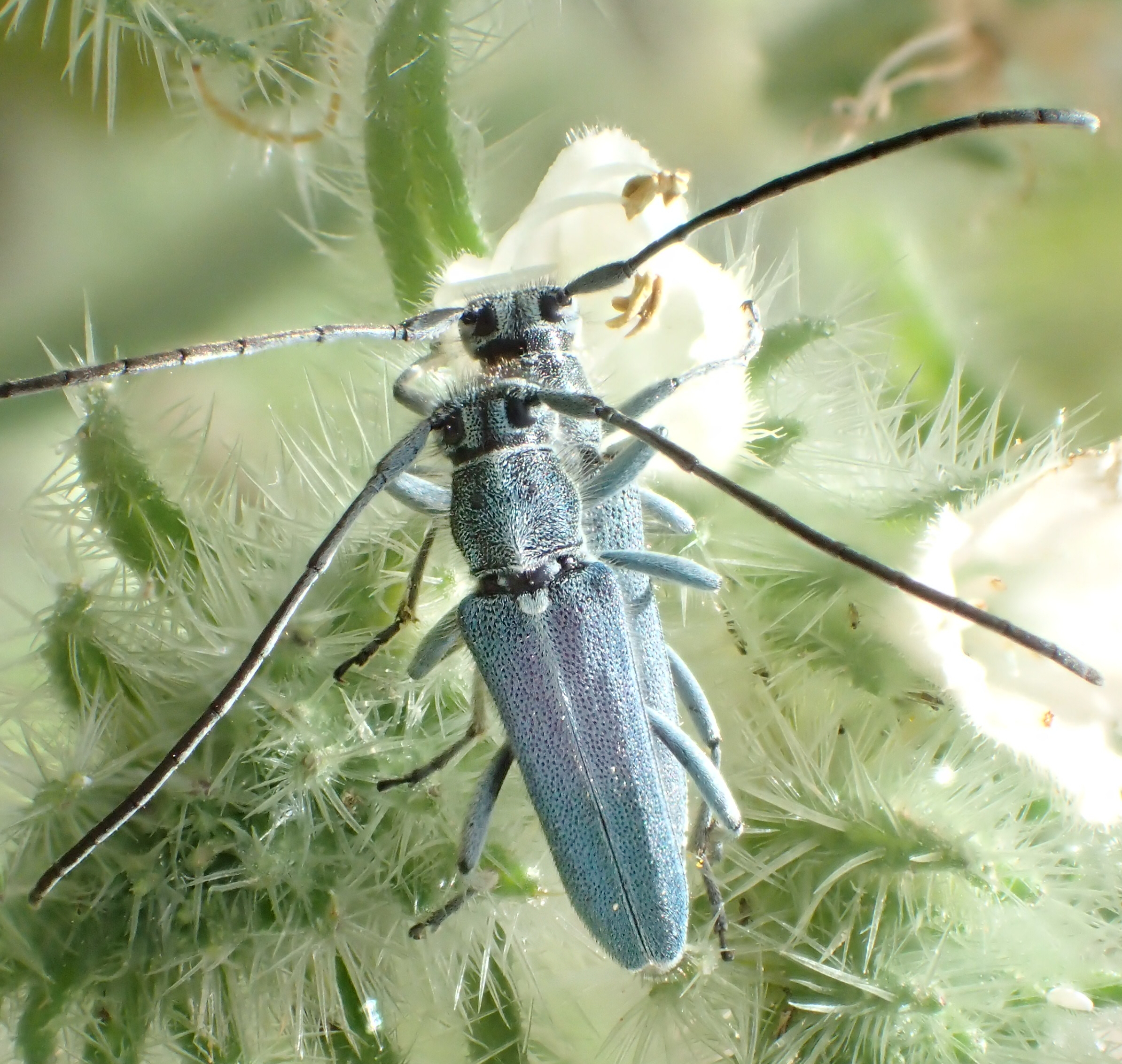
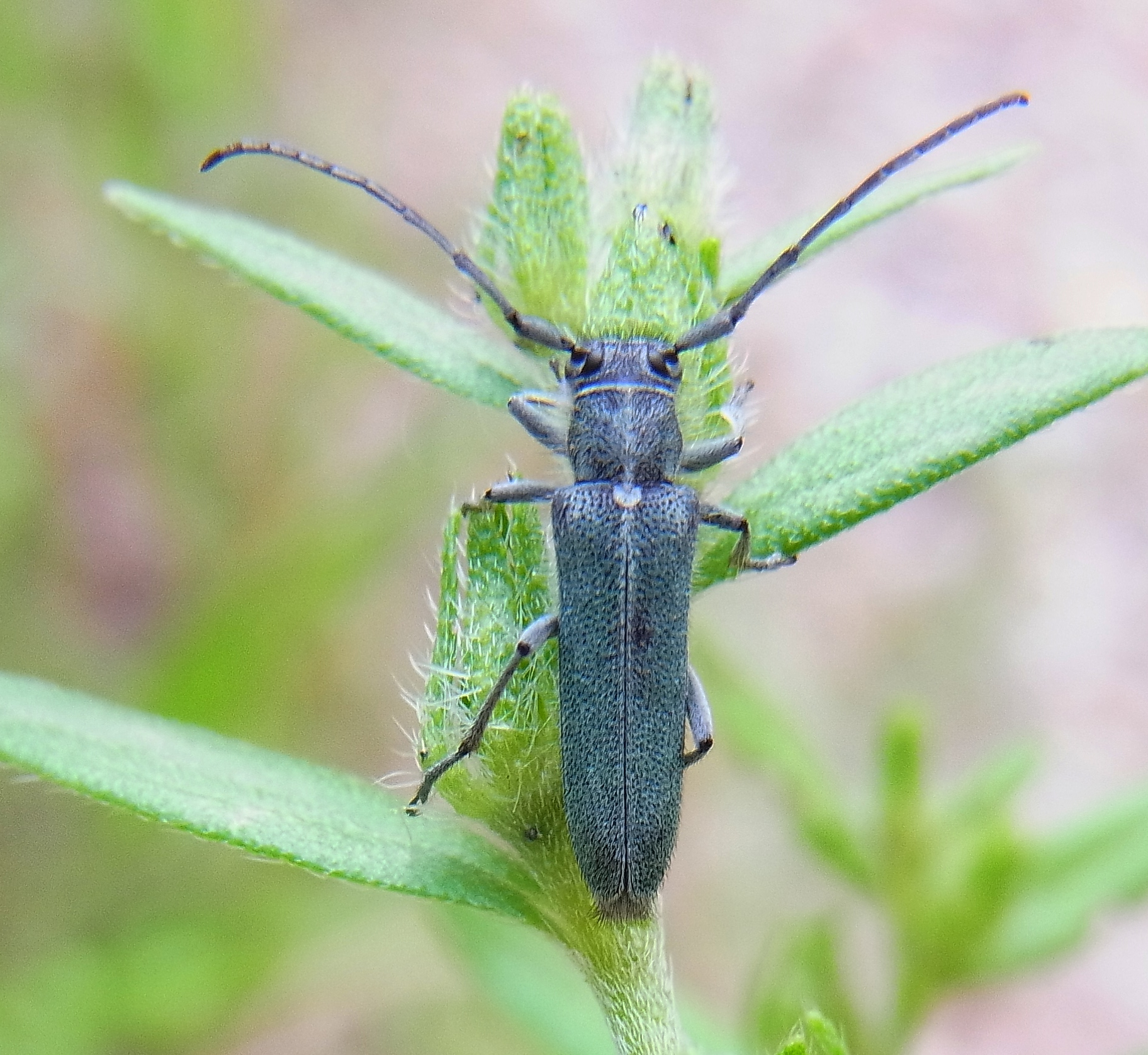
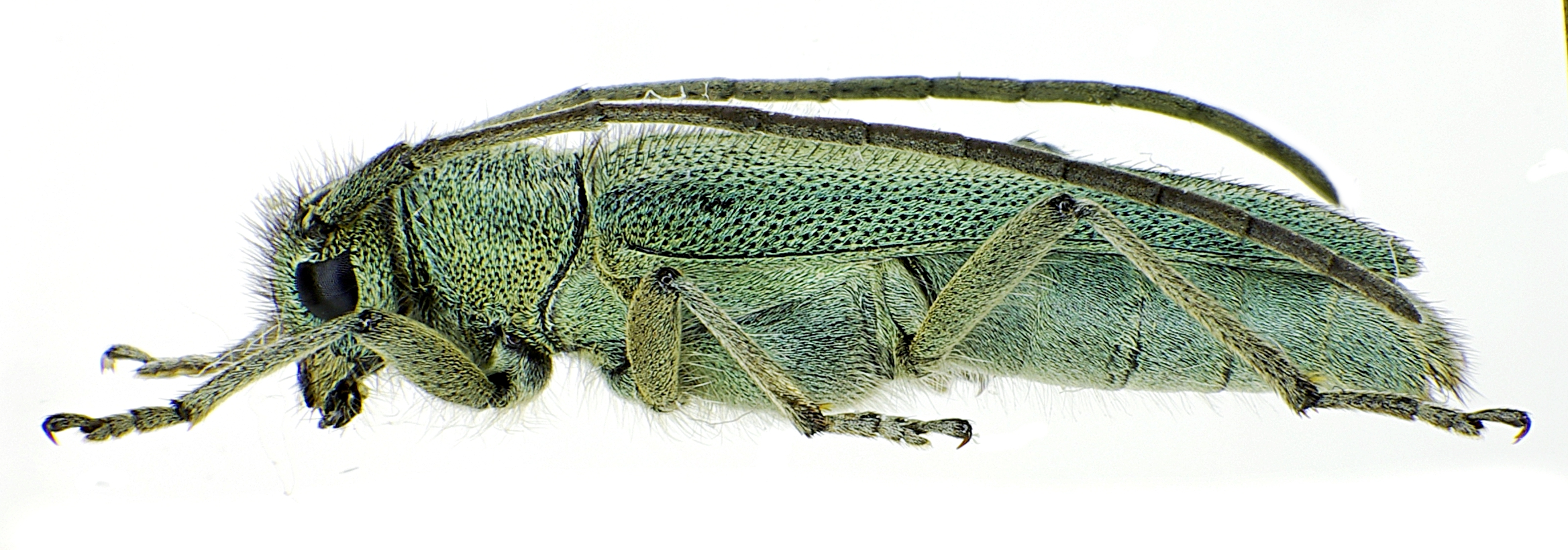
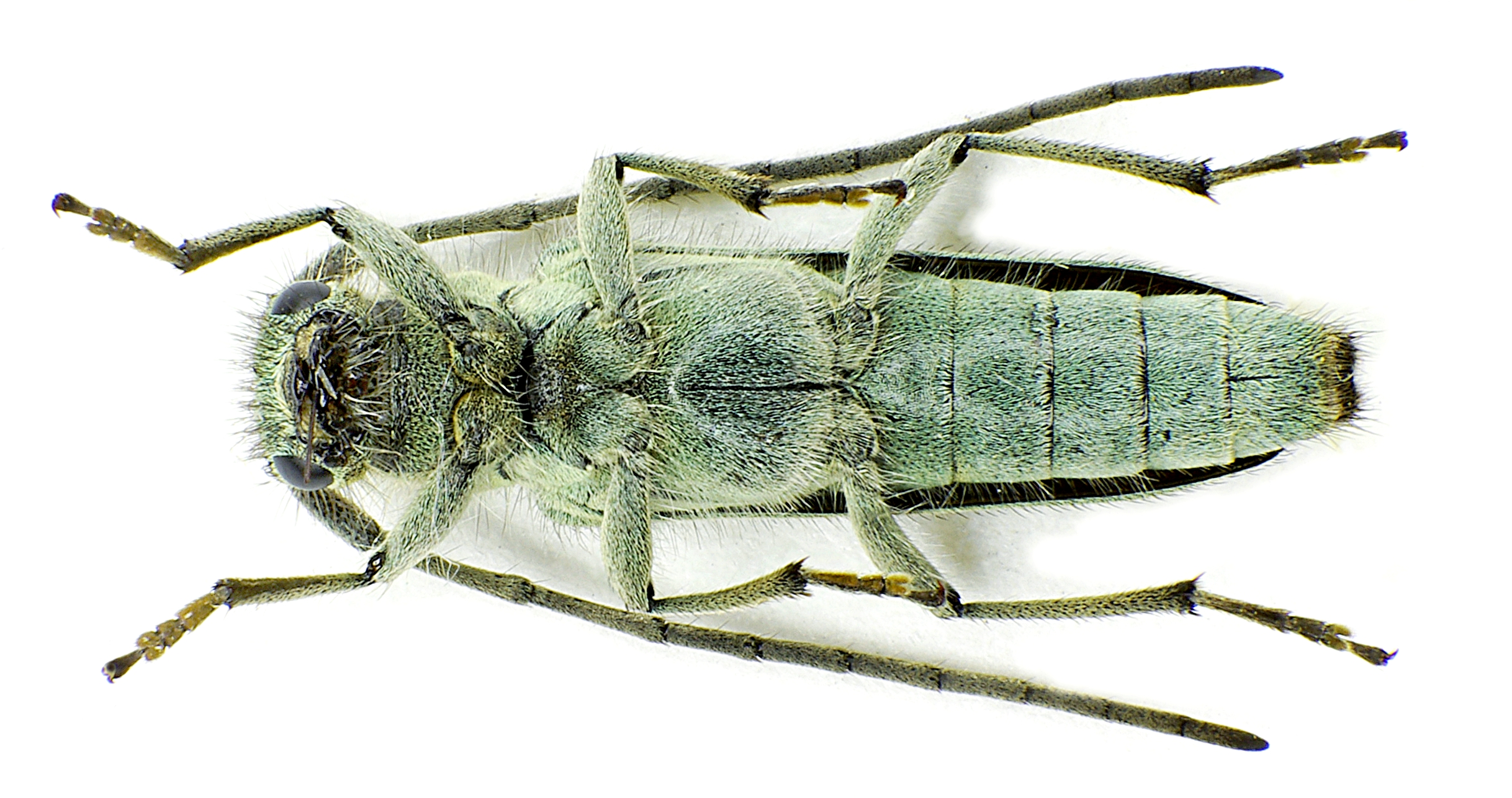